# Aseptis dilara
Aseptis dilara är en fjärilsart som beskrevs av John Kern Strecker 1899. Aseptis dilara ingår i släktet Aseptis och familjen nattflyn. Inga underarter finns listade i Catalogue of Life.